# Heuilley-sur-Saône
Heuilley-sur-Saône est une commune française située dans le canton d'Auxonne du département de la Côte-d'Or, en région Bourgogne-Franche-Comté.

## Toponymie
La mention du nom d'Heuilley-sur-Saône n'apparait dans des documents qu'à partir du milieu du XIIIe siècle, orthographié de manière très variable : Huilley, Heuglet, Huilly, Oillez, Oeuilly, Uilley, Euillé, etc. et en latin médiéval Huilliacus, Huilleius, Haulleium. La signification du nom est très probablement « la propriété d'Ollius ou Ullius », nom donné au hameau lors de sa création au Ier ou IIe siècle apr. J.-C. Le nom latin se termine en effet par le suffixe -i-acum, d'origine gauloise, signifiant « lieu de » et par extension « appartenant à », suffixe rencontré dans des milliers de noms de lieux, surtout dans le nord de la Gaule, où il fut utilisé jusqu'au VIe siècle.

## Géographie

### Situation
Heuilley est un village de la plaine de la Saône, situé sur des terrains d'époque tertiaire-supérieur constitués de limons et alluvions assez sablonneux. C'est sur son territoire que se situe le confluent de la Saône avec l'Ognon. Heuilley partage avec Talmay le confluent de la Saône avec la Vingeanne rivière qui matérialise à cet endroit la limite entre les deux communes. Un canal latéral creusé en 1839 borde la Saône. Sa construction s'est accompagnée de celle d'un barrage qui a relevé le niveau amont de la rivière et a fait pratiquement disparaître le gué du Port-Saint Pierre utilisé depuis l'Antiquité. Le canal de la Marne à la Saône borde la commune vers l'ouest. Il rejoint la Saône à l'écluse d'Heuilley (située sur la commune de Maxilly). À l'entrée de la commune, la Saône a un débit moyen de 80 m3/s variant de 120 m3/s l'hiver à 30 m3/s l'été. Ce débit s'augmente de ceux de la Vingeanne (en moyenne 8 m3/s) et de l'Ognon (en moyenne 35 m3/s). Les crues de la Saône peuvent être très fortes, comme celle de 1840 où le débit de la rivière a été estimé à 1 200 m3/s à Heuilley. Aujourd'hui les digues du canal latéral protègent partiellement le village des crues.
La déclivité de la Saône à Heuilley est tellement faible qu'il est souvent difficile, comme d'une manière générale l'avait constaté Jules César, de distinguer le sens du courant de la rivière. « Flumen est Arar, incredibili lenitate, ita  oculis in utram partem fluat iudicari non possit »
Le village est situé à environ 22 km au nord-est d'Auxonne, à 36 km à l'est de Dijon, à 60 km à l'ouest de Besançon et 20 km au sud-ouest de Gray.

### Communes limitrophes
Heuilley qui fait partie du canton d'Auxonne, est entouré par les communes de Talmay, Maxilly-sur-Saône et outre Saône, par celles de Perrigny-sur-l'Ognon, Broye-Aubigney-Montseugny et Germigney. Talmay, Maxilly et Perrigny sont en Côte-d'Or, alors que Broye et Germigney sont dans la Haute-Saône.

### Climat
Pour des articles plus généraux, voir Climat de la Bourgogne-Franche-Comté et Climat de la Côte-d'Or.
En 2010, le climat de la commune est de type climat des marges montargnardes, selon une étude du Centre national de la recherche scientifique s'appuyant sur une série de données couvrant la période 1971-2000. En 2020, Météo-France publie une typologie des climats de la France métropolitaine dans laquelle la commune est exposée à un climat semi-continental et est dans une zone de transition entre les régions climatiques « Lorraine, plateau de Langres, Morvan » et « Bourgogne, vallée de la Saône ». 
Pour la période 1971-2000, la température annuelle moyenne est de 10,5 °C, avec une amplitude thermique annuelle de 17,3 °C. Le cumul annuel moyen de précipitations est de 897 mm, avec 11,7 jours de précipitations en janvier et 8,3 jours en juillet. Pour la période 1991-2020, la température moyenne annuelle observée sur la station météorologique de Météo-France la plus proche, « Poyans », sur la commune de Poyans à 13 km à vol d'oiseau, est de 11,1 °C et le cumul annuel moyen de précipitations est de 911,8 mm,. Pour l'avenir, les paramètres climatiques de la commune estimés pour 2050 selon différents scénarios d'émission de gaz à effet de serre sont consultables sur un site dédié publié par Météo-France en novembre 2022.

### Habitat
L'habitat d'Heuilley est uniquement constitué de maisons individuelles dont les plus anciennes datent du XVIIIe siècle. On en compte environ deux-cent-dix. 60 % de ces maisons ont été construites avant 1945. Une proportion importante, proche de 27 %, constitue des résidences secondaires, et 7 % des maisons sont vacantes. La partie la plus récente de ces maisons, construites entre 1991-2009, représente 16 % du parc. La quasi-totalité des habitants sont propriétaires de leurs résidences.

## Urbanisme

### Typologie
Au 1er janvier 2024, Heuilley-sur-Saône est catégorisée commune rurale à habitat dispersé, selon la nouvelle grille communale de densité à 7 niveaux définie par l'Insee en 2022.
Elle est située hors unité urbaine. Par ailleurs la commune fait partie de l'aire d'attraction de Dijon, dont elle est une commune de la couronne,. Cette aire, qui regroupe 333 communes, est catégorisée dans les aires de 200 000 à moins de 700 000 habitants,.

### Occupation des sols
L'occupation des sols de la commune, telle qu'elle ressort de la base de données européenne d’occupation biophysique des sols Corine Land Cover (CLC), est marquée par l'importance des territoires agricoles (51,9 % en 2018), une proportion sensiblement équivalente à celle de 1990 (52,5 %). La répartition détaillée en 2018 est la suivante : forêts (33,2 %), terres arables (22,6 %), zones agricoles hétérogènes (15,7 %), prairies (13,5 %), eaux continentales (6,1 %), milieux à végétation arbustive et/ou herbacée (5,5 %), zones urbanisées (3,2 %). L'évolution de l’occupation des sols de la commune et de ses infrastructures peut être observée sur les différentes représentations cartographiques du territoire : la carte de Cassini (XVIIIe siècle), la carte d'état-major (1820-1866) et les cartes ou photos aériennes de l'IGN pour la période actuelle (1950 à aujourd'hui).

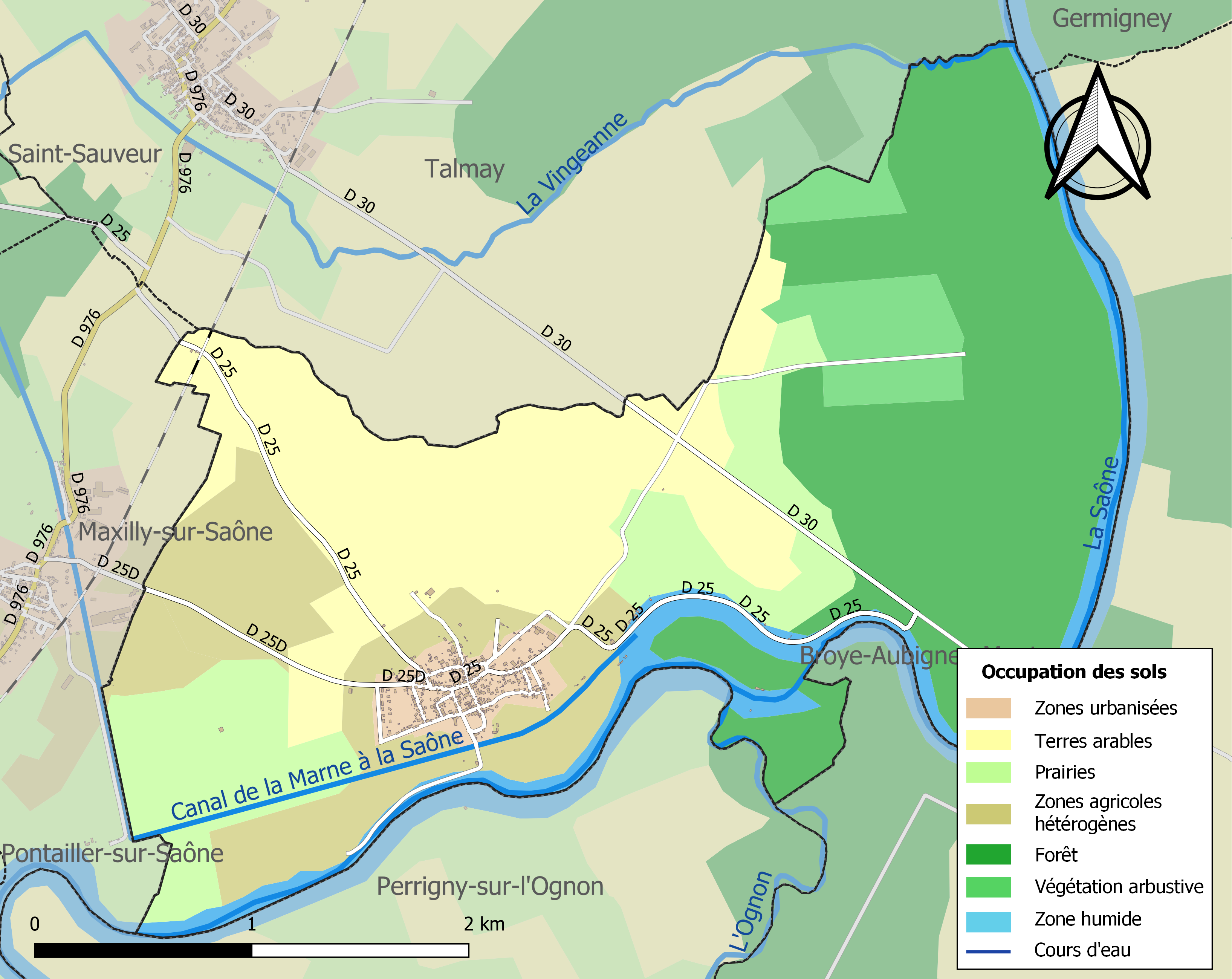
Carte des infrastructures et de l'occupation des sols de la commune en 2018 (CLC).

## Histoire
Le village a toujours été une commune rurale, bénéficiant d'une terre favorable à la production d'excellents légumes, de belles prairies propices à l'élevage, de champs céréaliers et d'importantes surfaces boisées. Sa population qui culmina à 900 habitants en 1840 est aujourd'hui d'environ 320 personnes. Pendant huit siècles (843-1678), Heuilley a été le plus souvent sur la frontière, matérialisée par la Saône, séparant le royaume de France et l'Empire romain germanique. Puis de 1678 à 1789, c'est sur le territoire même d'Heuilley que se rencontraient les limites de trois provinces du royaume : le duché de Bourgogne, la Franche-Comté et la Champagne.

### L’époque romaine
Le lieu où se situe aujourd'hui Heuilley-sur-Saône se trouvait avant la conquête romaine de la Gaule très proche de la rencontre des frontières de trois des plus importants peuples gaulois : les Éduens, les Séquanes et les Lingons. Marécageux, il était probablement inhabité. Le bourg gaulois le plus proche, distant de 4 km, était Mons Arduus, aujourd'hui Mont-Ardoux, quartier de Pontailler-sur-Saône, qui contrôlait un gué de la Saône entre pays séquane et pays lingon.
C'est probablement près du site d'Heuilley, ou sur la commune même d'Heuilley, qu'aurait eu lieu aux environs de l'an 60 av. J.-C., l'importante bataille de Magetobriga ou Admagetobriga. L'emplacement de cette bataille, que le texte de César ne permet pas de situer avec précision, reste incertain. Mais la découverte au milieu du XVIIIe siècle par un habitant d'Auxonne, au confluent de la Saône et de l'Ognon—donc sur la commune actuelle d'Heuilley-sur Saône—d'une anse d'urne ou d'amphore avec l'inscription : MAGETOB... suggère que cette cité n'était pas très éloignée du gué du Port-Saint Pierre et de Mons Arduus).Cette bataille vit les Gaulois séquannes et éduens écrasés par les Germains (suèves) d'Arioviste. Ce désastre, qui amena les Gaulois vaincus à demander l'aide de Rome, est un des principaux éléments déclencheurs de la guerre des Gaules et de la conquête romaine.
C'est vraisemblablement dans la période de paix et prospérité des Ier et IIe siècles apr. J.-C. que fut créé le village d'Heuilley (Haulleium, ou Huilleius, ou encore Huillacus en latin). Heuilley bénéficia des nouvelles voies romaines, certaines très proches du village, voies créées par l'ordre de Marcus Vipsanius Agrippa, dont l'importante route Vesontio (Besançon) - gué puis pont de Pontiliacus (Pontailler) - Mirebellum (Mirebeau-sur-Bèze) Andemantunnum (Langres) et les voies secondaires Pontiliacus - Talmarus (Talmay) - Gradicum (Gray); et Pontiliacus - Champvans - Tavaux - Cabillonnom (Chalon-sur-Saône).
La période de prospérité du début du gouvernement romain fut suivie de fréquentes invasions barbares (Alamans...) et de terribles épidémies (peste...) qui ruinèrent le pays. La désertification de la région d'Heuilley fut telle que, pour la repeupler, en 293 au début du règne du César Constance Chlore, les autorités de l'Empire romain autorisèrent sa colonisation par des lètes Hattuaires (venant de la rive droite du Rhin, région de Westphalie, entre les rivières Eder et Dimel).
Les invasions des Alamans, Alains, Vandales, Suèves et autres barbares continuèrent aux IVe et Ve siècles. Lors de l'une d'entre elles, Valère (Valère de Langres), un diacre de l'évêché de Langres, qui essayait de fuir avec un groupe de chrétiens vers les monts du Jura, fut probablement rattrapé au gué du Port-Saint-Pierre (sur la commune actuelle d'Heuilley), torturé et décapité. Canonisé, il est connu aujourd'hui sous le nom de saint Vallier (vocable de l'église de Talmay, village voisin d'Heuilley, qui posséderait encore une relique du Saint).

### Le haut Moyen Âge
Vers 475, à l'époque de la chute de l'Empire romain, les deux rives de la Saône à Heuilley passèrent sous l'autorité des Burgondes du roi Gondioc, avec l'assentiment des populations locales désireuses d'être protégées des incursions alamanes. Après la mort de Gondioc, le royaume burgonde fut partagé entre ses quatre fils et Heuilley fit partie du royaume de Gondégisèle dont la capitale était Genève. Ce roi burgonde s'allia aux Francs de Clovis pour éliminer son frère Gondebaud, roi de Lyon, (bataille de l'Ouche près de Dijon en 500). Mais Gondégisèle fut finalement vaincu et tué par son frère qui annexa son royaume dont Heuilley (en 501). Cependant, après plusieurs décennies de luttes, le royaume burgonde finit par être conquis en 534 par les Francs mérovingiens, fils ou petit-fils de Clovis. Heuilley fut alors rattaché au royaume d'Austrasie du roi Thibert Ier dont hérita son fils Thibaut Ier qui fut incapable de le conserver. Ce royaume, dont Heuilley, fut annexé par son grand-oncle Clotaire Ier le Vieux, en 555, qui réunit sous sa seule autorité le royaume franc de son père Clovis et le royaume burgonde de Gondebaud.
À la fin de l'année 613, la région de Renève, Jancigny, Talmay, Heuilley, Pontailler fut occupée par l'armée (d'environ 20 000 hommes) du roi de Neustrie, Clotaire II, en lutte contre les armées austrasienne et bourguignonne de la reine-régente Brunehilde (âgée de 70 ans) et du jeune roi Sigebert II, son arrière-petit-fils.
Au VIIe siècle, la région d'Heuilley fut relativement prospère sous les premiers rois mérovingiens. Un atelier de frappe de monnaie y opéra pendant plusieurs décennies à Pontailler-sur-Saône.
En 634, une partie du territoire de la commune actuelle d'Heuilley fut donnée par le duc de Basse Bourgogne, Amalgaire, à l'abbaye de Bèze qu'il venait de créer pour se faire pardonner ses péchés. Cette abbaye allait en rester propriétaire jusqu'en 1234. Amalgaire avait reçu ces terres du roi Dagobert Ier. C'était une récompense pour l'exécution de Brodulf, beau-frère de Dagobert, ordonnée par le roi.

### L'époque carolingienne
En 745, les bénéfices de ces terres furent donnés par Pépin le Bref, fils légitime de Charles Martel, à son demi-frère, Rémy, fils illégitime que Charles Martel avait eu avec une concubine, Ruodhaid. Ce fils de Charles Martel, Rémy, âgé de 18 ans, disposa des terres de Bèze, Talmay, Heuilley à sa guise pour mener une vie de scandales, dilapidations et débauches, pendant une dizaine d'années. Ces terres furent ensuite récupérées par l'évêché de Langres/abbaye de Bèze vers 760. Rémy, grâce à sa haute naissance, fut alors nommé archevêque de Rouen où il eut une conduite exemplaire. Il mourut en 772 et fut canonisé...
En 731, la région d'Heuilley fut ravagée par une invasion de Sarrazins, mais retrouva une certaine prospérité sous les premiers Carolingiens. Elle eut même l'honneur de la visite du roi Charles le Chauve (petit-fils de Charlemagne, futur empereur d'Occident) qui séjourna plusieurs semaines à Pontailler-sur-Saône à l'été 872. Au célèbre traité de Verdun (signé le 13 août 843) la rive droite de la Saône à Heuilley avait été attribuée au royaume de Charles, alors que la rive gauche avait été donnée à l'Empire romain germanique de Lothaire Ier. Heuilley se trouvait sur une nouvelle frontière qui allait perdurer, avec quelques courtes exceptions, pendant huit siècles et provoquer un très grand nombre de conflits majeurs. Encore au XXe siècle, il n'était pas rare d'entendre les habitants d'Heuilley (les Gaillats) appeler la rive gauche de la rivière « terre d'Empire » et celle de droite « terre du Royaume » !
En 888, l'abbaye de Bèze et la plaine de la Saône furent complètement pillées par les Normands qui furent finalement vaincus par Richard le Justicier.
En reconnaissance de cet exploit celui-ci fut nommé duc de Bourgogne par ses pairs, nomination approuvée par le roi Charles III le Simple. Au Xe siècle, la vallée de la Saône fut ravagée par des hordes hongroises qui y firent trois raids meurtriers (936, 937 et 954).
À l'époque carolingienne, Heuilley était rattaché au comté d'Atuyer et dépendait de la seigneurie de Beaumont-sur-Vingeanne qui faisait partie de l'évêché de Langres.

### Le Moyen Âge
En 1028-30, les inondations de la Saône dans la région d'Heuilley furent catastrophiques, détruisant toutes les récoltes et provoquant une effroyable famine (dans certains villages de la plaine des habitants allèrent jusqu'à manger de la chair humaine).
De 1034 à 1125, le village appartint aux comtes de Bourgogne. De 1034 à 1085, il resta inclus dans le comté de Beaumont-sur-Vingeanne, propriété d'Hugues III, Foulques de Mailly et son fils Goeffroi. De 1085 à 1125 il fut rattaché à la châtellenie de Mirebeau-sur-Bèze, propriété des sires de Montsaugeon. Ce n'est qu'en 1125 qu'il fut acquis par le duc de Bourgogne Hugues II le Pacifique. Il allait alors rester terre du duché jusqu'en 1789. Cependant le bois de Chy qui fut définitivement rattaché à la paroisse d'Heuilley en 1497, après une très longue dispute avec le village de Talmay, resta toujours considéré comme dépendant de l'évêché de Langres puis à partir de 1542 de la Généralité de Champagne à laquelle Langres avait été rattaché. La commune d'Heuilley possède aussi quelques hectares de terre sur la rive gauche de la Saône, jouxtant la commune de Broyes-les-Pesmes qui depuis 1037 faisait partie du Comté de Bourgogne devenu la Franche-Comté. C'est donc sur la commune actuelle d'Heuilley que se rencontraient les limites des Généralités de Bourgogne, Franche-Comté et Champagne sous l'Ancien Régime. Heuilley fut d'ailleurs longtemps (de 1037 à 1678) un village situé sur la frontière entre le Royaume de France et le Saint-Empire romain germanique.
C'est probablement au XIIe siècle que fut construite la première église du hameau d'Heuilley : elle fut dédiée à l'Assomption de la Vierge Marie et dépendait de l'église Saint-Martin de Maxilly (la paroisse d'Heuilley était alors une annexe de celle de Maxilly). Ces deux églises étaient sous la tutelle du prieuré de Saint-Léger-Champeaux, lui-même sous le patronage de l'abbé de saint Germain d'Auxerre.
À la fin du XIIe siècle, le mariage d'Alix, fille du très puissant seigneur bourguignon Hugues de Vergy, avec le duc de Bourgogne Eudes III, s'accompagna d'un échange de territoires entre les deux familles. Ainsi en 1196, les terres de Pontailler et Heuilley devinrent la propriété des Vergy.
Au début du XIIIe siècle, ces terres allaient échoir à la maison de Champlitte-Pontailler qui allait les conserver pendant quatre siècles. Cette famille descendait d'Eudes Ier le Champenois, fils présumé mais exhérédé du comte de Champagne Hugues Ier. Le fils d'Eudes, Guillaume Ier se couvrit de gloire lors de la quatrième croisade en conquérant la Morée (le Péloponnèse) et devenant prince d'Achaïe. Son fils Guillaume II (ca 1200-1271) hérita de Pontailler et Heuilley, et c'est avec lui que pour la première fois le nom d'Heuilley apparut dans un titre nobiliaire.
Par un acte daté de juillet 1269, Guillaume II reconnut formellement qu'il tiendrait désormais ses possessions de Pontailler, Heuilley, Maxilly en fief du duc de Bourgogne, confirmant ainsi le rattachement de la terre d'Heuilley au duché, alors que Talmay et le bois de Chy restaient fiefs de l'évêque de Langres.
Par contrat signé le 20 décembre 1357, les habitants d'Heuilley acquirent les droits de vaine pâture et d'affouage au bois de Chy en payant 440 florins aux seigneurs de Talmay, Guy et Hugues de Pontailler (plus une redevance annuelle). Il s'ensuivit une très longue dispute — qui alla jusqu'au Parlement de Paris — avec le village de Talmay au sujet de la propriété de ces bois. Le litige se termina par un arrêté du Parlement de Bourgogne de décembre 1474 qui reconnut Heuilley propriétaire, arrêté qui ne fut effectivement appliqué qu'en 1497 lorsqu'on plaça des bornes pour clairement indiquer la limite des deux paroisses.
En 1368, Guy II de Pontailler — alors maréchal de Bourgogne — acheta toutes les terres et dépendances qui lui manquaient encore à Heuilley, y compris un four, un moulin ainsi que les serfs liés à ces terres. Lors du premier recensement  de la population d'Heuilley en 1375, le village comptait 58 feux presque tous serfs (environ 400 habitants).
Le 10 septembre 1419, Guyard (Guy III) de Pontailler, seigneur de Talmay, Heuilley et autres lieux, faisait partie de l'escorte de dix hommes accompagnant le duc de Bourgogne, Jean sans Peur, lors de l'entrevue arrangée avec le dauphin Charles (futur Charles VII) sur le pont de Montereau. La rencontre entre Français et Bourguignons tourna mal et lorsque le dauphin quitta le pont, le duc Jean fut assassiné. Son escorte fut faite prisonnière. Les impôts (tailles) levés sur les serfs d'Heuilley furent doublés pour payer la rançon de mille livres exigée par les Français pour la libération de Guy III.
À la suite de la réconciliation entre le roi de France Charles VII et le grand duc de Bourgogne Philippe le Bon (qui avait obtenu le privilège de ne pas avoir à rendre hommage), formalisée par le traité d'Arras signé le 20 septembre 1435, ce fut Guy III de Pontailler, seigneur de Talmay & Heuilley, qui eut l'honneur insigne de représenter, le 11 décembre 1435, le duc Philippe à la cérémonie où le roi Charles jura de respecter scrupuleusement les clauses du traité d'Arras.
En 1436, des milliers de soldats licenciés après la fin des hostilités entre la France et la Bourgogne  se constituèrent en bandes de pillards (les écorcheurs) qui écumaient la plaine de la Saône. Ils avaient établi leur camp principal à Heuilley qui n'en fut débarrassé qu'en 1444-1446 par des troupes régulières de nobles comtois commandées par Thiebaud de Neuchatel.
En 1477 après la défaite du duc Charles le Téméraire devant Nancy, la région d'Heuilley fut occupée par les troupes françaises de Charles d'Amboise et la seigneurie d'Heuilley fut placée sous séquestre. Elle ne fut rendue à son seigneur légitime, Jean Ier de Pontailler (qui était présent à la bataille de Nancy où il avait été fait prisonnier), qu'après un serment de fidélité au roi de France, Louis XI, qu'il prononça en 1481 et le paiement d'une rançon de 10 000 livres.

### DuXVIesiècleà 1789
En 1513, une armée impériale de trente mille Suisses, cinq mille Allemands et deux mille Francs-Comtois se massa à la frontière du royaume de France entre Essertenne et Autrey-les-Gray à quelques kilomètres d'Heuilley. Fin août, ils traversèrent la frontière et rançonnèrent tous les bourgs et villages de la région avant d'aller mettre le siège devant Dijon.

La chapelle Sainte-Anne (1780).

Au XVIe siècle, des habitants d'Heuilley estimant que ceux de Broyes-les-Pesmes, village situé sur la rive gauche de la Saône en Comté de Bourgogne (terre d'Empire), ne montraient pas assez d'égards à une statue miraculeuse de sainte Anne, conservée depuis des temps immémoriaux en leur église Saint-Pierre, la déplacèrent à Heuilley. Les Broyens vinrent la récupérer avec forts échanges d'insultes et de coups, mais la statue réapparut quelques jours plus tard dans les champs d'Heuilley. Les habitants de Broyes essayèrent à nouveau de la ramener dans leur village, mais lorsqu'ils traversèrent la Saône, un vent violent se leva et les en empêcha, preuve indéniable que la statue voulait rester à Heuilley. Une chapelle fut construite pour l'abriter, à mi-chemin entre Maxilly et Heuilley (la paroisse d'Heuilley restait annexe de celle de Maxilly). Cette première chapelle tombant en ruine fut remplacée par une nouvelle en 1780. Une vente aux enchères d'une de ces chapelles eut lieu à la révolution, le 24 septembre 1794. La seconde chapelle, à nouveau consacrée après la période révolutionnaire, existe toujours. Chaque année, le 26 juillet, jour de la Sainte-Anne, Heuilley honorait la statue.
Lors des guerres de religion, le soutien très actif de la famille de Pontailler au parti catholique avait mis à mal ses finances. Dès 1575, ils durent vendre une partie de leur seigneurie d'Heuilley-sur-Saône à Bénigne le Compasseur, homme d'armes au service du roi Henri III. Le reste fut vendu par Jean-Louis de Pontailler à la même famille en 1614 mettant fin à quatre siècles de présence des Pontailler à Heuilley. En 1622, la famille le Compasseur vendit Heuilley à Isaac Févret, membre d'une famille parlementaire de Dijon qui allait garder la seigneurie jusque vers 1677. Contrairement à la plupart des autres communes de Bourgogne, il ne fut jamais établi pour le village d'Heuilley-sur-Saône une charte formelle d'affranchissement du servage. Mais les conditions des serfs évoluèrent progressivement avec le temps jusqu'à une extinction « de facto » du servage à la fin du XVIe siècle.
Le 30 août 1636, lors de la guerre de Trente Ans, des détachements croato-lorrains de l'armée autrichienne commandée par Matthias Gallas et son lieutenant le lorrain François de Mercy, (Franz von Mercy) incendièrent complètement le village d'Heuilley et tuèrent un très grand nombre d'habitants. Il fallut deux générations pour que le village retrouve une vie normale. Après ce désastre de nombreux survivants préférèrent émigrer vers la Suisse ou la Savoie, et le village ruiné perdit deux tiers de ses habitants.
En janvier 1668, des armées françaises (d'environ 20 000 hommes) rassemblées vers Auxonne et Pontailler, commandée par le gouverneur de Bourgogne, le Grand Condé, conquirent la Franche-Comté en seize jours. Cette province resta cependant à l'Espagne lors de la paix signée à Aix-la-Chapelle. La guerre reprit en janvier 1674 et l'une des armées françaises, commandée par le duc Philippe de Montaut-Bénac de Navailles, se regroupa vers Heuilley et Talmay. En réponse, le colonel Massiette, commandant de la place de Gray, plaça cent cinquante chevaux et de nombreux fantassins sur la rive gauche de la Saône, au Port-Saint-Pierre. Le gros des troupes françaises traversa la Saône au pont de Pontailler et Massiette, risquant d'être encerclé, abandonna ses positions du Port-Saint-Pierre. Les Français y installèrent un pont de bateaux sur lequel passèrent plusieurs escadrons. La France victorieuse garda la Franche-Comté au traité de Nimègue, ce qui fit perdre à Heuilley sa délicate position de village frontière.
Vers 1677, la famille Févret céda la seigneurie d'Heuilley aux Joly-de-la-Borde, seigneurs de Drambon. En 1789, cette famille (en la personne de Judith Joly de Drambon, dame de la Borde, épouse de Jean Fyot comte de Dracy) possédait encore la majeure partie des terres du village. L'autre gros propriétaire du village était la famille Noirod, châtelain de Pontailler et moins d'un tiers des terres cultivables appartenaient à des habitants du village. À l'aube de la révolution, il y avait 125 feux à Heuilley, soit 700 habitants comprenant 40 % de laboureurs, 20 % de marchands-laboureurs (petits propriétaires vendant leur récolte), 15 % de manouvriers-journaliers, 13 % d'artisans, 5 % de pêcheurs en Saône.
Le XVIIIe siècle fut assez prospère à Heuilley grâce à la culture des céréales et des légumes que la construction de routes permettait d'exporter. La population augmenta considérablement (de trois cent vingt en 1700 à sept cents en 1789), alors qu'elle stagnait ailleurs en Bourgogne. Cependant cette relative prospérité fut souvent altérée par des calamités naturelles dont les terribles hivers de 1709 (suivi d'une famine), et de 1740 et 1788 ou les incendies des années 1761, 1764, 1775 qui détruisirent des quartiers entiers du village dont les maisons étaient recouvertes de chaume.
En 1733 le curé d'Heuilley et Maxilly, Jacques Jobart, intenta un procès contre les habitants du village, leur reprochant de ne pas payer la totalité de la dîme. Il estimait devoir recevoir au moins 800 livres par an alors qu'on ne lui avait payé que 400 à 600 livres les années précédentes. Le procès, commencé au tribunal du bailliage d'Auxonne, fut porté devant le Parlement de Bourgogne qui donna plutôt raison au curé.
En 1772, la paroisse de Broyes-les-Pesmes (aujourd'hui Broye-Aubigney-Montseugny) intenta un procès à celle d'Heuilley reprochant à ses paysans de faire paître leurs troupeaux dans les prairies de Broyes après les avoir fait traverser la Saône à gué. Heuilley qui avait ainsi "annexé" quelque quatre-vingt journaux situés outre Saône en Franche-Comté, fut contraint de restituer vingt journaux à Broyes mais put en garder soixante (environ vingt hectares). Heuilley possède toujours ces terrains outre-Saône, pratiquement détachés de la commune et devenus d'accès difficile depuis qu'en 1839 la construction d'un barrage sur la rivière a fait disparaître les gués.

### La Révolution (1789-1799)
Tous les hommes d'Heuilley se réunirent le 18 mars 1789 pour établir les cahiers de doléances, plaintes et remontrances qui furent regroupées en quatorze remarques générales et douze remarques propres au village, dont la principale était une demande pressante de réduction des impôts (Heuilley payait alors 9 000 livres d'impôts par an, gabelle incluse, dîme — 2 000 livres/an — exclue, alors que le revenu moyen par feu était de 750 livres par an).
Heuilley, qui sous l'Ancien Régime faisait partie du bailliage d'Auxonne, fut rattaché au début de 1790 au nouveau département de la « Coste-d'Or », district de Dijon, canton de Pontailler-sur-Saône. Le 1er février 1790 eurent lieu les premières élections communales pour élire le conseil général de la commune constitué de six membres qui remplaça les échevins (nommés par le seigneur) en place. François Morizot, un des plus riches cultivateurs du village, fut élu maire avec 88 voix sur 110 votants.
Le 6 février 1791, le curé du village, Jean-Baptiste Jobart, en place depuis une trentaine d'années, prêta serment à la constitution civile du clergé avec quelques modestes restrictions qui le rendirent suspect aux plus ardents révolutionnaires. Soumis à de fréquentes brimades et vexations (de personnes extérieures au village) il finit par renoncer à son ministère en avril 1793.
Une fête civique fut organisée à Heuilley le 14 juillet 1792, an IV de la liberté, avec plantation d'un arbre de la liberté, pour renouveler le serment fédératif de 1790. Le maire et les habitants jurèrent unanimement fidélité à la nation, à la loi et au roi... sans imaginer que leur serment de fidélité au roi s'adressait à un monarque auquel il ne restait que quelques jours à régner.
Lors de la levée en masse de 300 000 hommes, décrétée par la Convention en février 1793 pour faire face à la coalition de 400 000 hommes formée à l'instigation de l'Angleterre, il n'y eut aucun volontaire à Heuilley. Le 19 mars 1793, le village fut sommé par le commissaire de la république de désigner immédiatement dix jeunes hommes devant rejoindre, sans délai, les armées de la République. Ils furent choisis par un vote des électeurs de la commune. Trois d'entre eux se firent remplacer, moyennant dédommagement pécuniaire, comme le permettait la loi.
Les seigneurs d'Heuilley (Jean Fyot, son fils Barthelemy-Philippe et son gendre Jean-Baptiste-François, vicomte de Seran), ayant tous émigré, leurs terres furent confisquées et distribuées aux habitants en mars 1794 (distribution strictement égalitaire, sans aucune distinction de sexe, d'âge ou de condition comme stipulé par le décret de la Convention du 10 juin 1793). La surface totale partagée entre les 669 habitants du village fut d'environ 350 hectares de terres labourables, de prés, de vernées et de marais. Les bois, l'île de Fley, les près outre Saône et certaines praires (pastis Maigrot...) ne furent pas partagés et gardés comme terres communales.
Le conseil général d'Heuilley, malgré ses fortes réticences, envoya en mars 1793 toute l'argenterie de l'église aux administrateurs du district de Dijon. Heuilley dut aussi déposer et envoyer à la casse toutes les cloches de son église, malgré une supplique demandant aux autorités révolutionnaires de conserver au moins une cloche pour pouvoir alerter les populations en cas d'incendie. L'église d'Heuilley, devenue Temple de la Raison, fut interdite au culte catholique de février 1794 à août 1795. Par arrêté du Comité de Salut public de prairial An II (mai 1794) fut inscrit sur l'édifice : « Le Peuple français reconnaît l'Être Suprême et l'immortalité de l'âme ».
Heuilley fut soumis à plusieurs réquisitions (plus de 1 000 quintaux de blé, seigle, avoine...) en 1793-1794 et ne put fournir les volumes exigés lors de la dernière réquisition de germinal An II (avril 1794).
Le 2 pluviôse de l'An III (21 janvier 1795) eurent lieu d'importantes cérémonies au Temple de la Raison d'Heuilley (ci-devant église) pour célébrer « la juste punition du dernier roi des Français », et à nouveau le 28 messidor An VI (20 mars 1798) pour honorer la Souveraineté du Peuple.

### LesXIXeetXXesiècles
Sous le Consulat, l'armée (de 60 000 hommes) dite de réserve, constituée par le Premier Consul Napoléon Bonaparte en vue de récupérer les positions perdues par la France en Italie, fut rassemblée autour de Dijon. Les deuxième et vingt et unième bataillons de chasseurs de cette armée furent cantonnés, d'avril à mai 1800, à Talmay, Heuilley, Pontailler. Il s'agissait d'environ 2 000 cavaliers qui allaient traverser les Alpes et participer à la campagne contre l'Autriche conclue par la victoire de Marengo (14 juin 1800).
Fin 1801, la cure d'Heuilley fut rétablie, conséquence du Concordat signé entre la France et le Saint-Siège. Les habitants d'Heuilley approuvèrent à une écrasante majorité la création de l'Empire français, avec Napoléon Bonaparte empereur (1804). Le 19 prairial An XIII (8 juin 1805) une grosse cloche de 952 livres (465 kg), fondue à Echalonge près d'Essertenne, fut installée dans le clocher d'Heuilley.
En 1812, un nouveau curé fut nommé à Heuilley : Nicolas Bailly, ancien prêtre réfractaire qui avait refusé de prêter serment à la constitution civile du clergé, avait émigré en Suisse, et, après son retour en France, avait été arrêté en 1797 condamné à la déportation et interné dans l'île de Ré de 1797 à 1799.
Le 16 janvier 1814, le village d'Heuilley fut occupé par les troupes des armées autrichiennes du général von Bubna. Le village dut répondre immédiatement à de nombreuses réquisitions de foin, paille, avoine, seigle, bœufs, chandelles etc. pour approvisionner les armées d'occupation basées à Pontailler, Pesmes, Flammerans, Talmay. Après la signature de la paix à Paris, le 30 mai, les armées d'occupation quittèrent Heuilley (juin 1814).
Après le retour de Napoléon et la défaite de Waterloo, les troupes impériales, commandées par le comte Colloredo-Mandsfeld, réoccupèrent Heuilley le 17 juillet 1815. Les conditions d'occupation furent plus rudes qu'en 1814 et c'est avec un énorme soulagement que les habitants d'Heuilley virent les Autrichiens quitter leur village à Noël 1815.
Par ordonnance signée par le roi Louis XVIII aux Tuileries, le 9 septembre 1818 ("vingt-quatrième année de son règne"), l'hôpital de la ville d'Auxonne était autorisé à accepter une donation du curé d'Heuilley Nicolas Bailly sous condition de payer annuellement les trois cinquièmes des revenus des propriétés léguées à la paroisse d'Heuilley.
Le 22 octobre 1827 fut bénie par le curé Jean-Baptiste Pertuis, une nouvelle cloche de 1100 livres installée dans le clocher de l'église en remplacement de celle de 1805 qui s'était fêlée.
En 1840, la population d'Heuilley atteint son maximum historique : 900 habitants. C'est dans la même année 1840 que des crues gigantesques de la Saône détruisirent presque toutes les cultures, mais le village fut peu inondé grâce à la protection des digues du canal latéral construit en 1839.
Au XIXe siècle, Heuilley souffrit plusieurs fois de sévères épidémies de choléra : en 1832, 1847, 1870, celle de 1854 fut la plus dramatique ; cette année-là près de 10 % de la population mourut. Au XIXe siècle, les incendies restèrent fréquents, chaque fois détruisant des quartiers entiers du village avant de pouvoir être maîtrises. Les plus importants eurent lieu le 13 février 1821, le 24 juin 1839, le 22 avril 1842, le 6 avril 1844 et le 7 mai 1847. Ce n'est que vers la fin du siècle lorsque les habitants purent financer le remplacement du chaume par de la tuile que ce genre de sinistre disparut.
À partir de juillet 1841, le conseil municipal d'Heuilley institua l'école primaire gratuite pour les garçons et les filles du village, en prenant totalement à sa charge la rémunération des instituteurs et institutrices. Cette décision anticipait de quarante ans l'école gratuite et universelle établie à l'instigation de Jules Ferry en 1880-1882. Elle eut pour effet d'augmenter l'assiduité des enfants du village à l'école.
Le XIXe siècle apporta quelques modernisations au village : en 1860 l'inauguration d'une ligne de chemin de fer dont la gare initialement prévue au pont Varrand à la limite de la commune d'Heuilley, fut finalement construite à Talmay ; en 1856 une nouvelle mairie-école ; en 1839 un nouveau cimetière extérieur au village et en 1858 un nouveau chemin rectiligne reliant Talmay au Port-Saint-Pierre.

Le barrage mobile d'Heuilley-sur-Saône (1915).

Politiquement, les changements de régime du XIXe siècle se traduisirent à Heuilley par la suspension de maires en place et par de nouvelles nominations préfectorales. Ainsi en 1830 le maire légitimiste Jean Charbonneau fut remplacé par l'orléaniste Jean Isconte, en 1848 le maire Étienne Fanet fut remplacé par le républicain Jean-Baptiste Cornot-Fanet, lui-même démis de ses fonctions par le préfet en décembre 1851 après le coup d'État de Louis-Napoléon Bonaparte et remplacé par le bonapartiste Nicolas Dambrunt. Ce maire organisa d'ailleurs des élections très favorables au nouveau régime puisque officiellement lors du plébiscite du 7 novembre 1852 relatif au rétablissement de l'empire, 100 % des électeurs d'Heuilley participèrent au vote et 100 % votèrent « oui ». Lors du référendum du 8 mai 1870 relatif à la libéralisation des constitutions de l'empire, Heuilley vota à nouveau massivement oui (à plus de 85 %).
Pendant les décennies 1830-1890, Heuilley se querella souvent avec le village voisin de Maxilly-sur-Saône au sujet des droits réciproques de vaine pâture des habitants d'un village sur le territoire de l'autre. Cette querelle alla jusqu'à un procès entre les deux communes qui fut gagné par Heuilley en 1871, ce qui n'empêcha pas les frictions de perdurer jusqu'au début du vingtième siècle.
.

L'église d'Heuilley-sur-Saône (1921).

Lors de la guerre franco-allemande de 1870, l'Est de la France fut envahi par l'armée du général badois de Werder. Une armée française dite « de la Côte-d'Or », commandée par le Dr Lavalle, essaya de s'y opposer. Elle se regroupa vers Pontailler, Heuilley, Talmay le 21 octobre 1870. Les Allemands commandés par les généraux von Beyer et Keller (3 000 hommes dont 200 Uhlans) entrèrent en contact avec cette armée française le 26 octobre 1870 à Mantoche. Les combats continuèrent le 27 octobre vers Essertenne et Talmay, mais les Français ne purent arrêter la poussée allemande renforcée par 30 000 hommes. Les Uhlans badois entrèrent à Heuilley le 29 octobre et le village fut occupé jusqu'à fin décembre 1870 quand l'arrivée de l'armée française de secours commandée par le général Bourbaki obligea les Allemands à se replier. Ce départ fut de courte durée et les Allemands revinrent à Heuilley le 18 janvier 1871. Des soldats bavarois furent alors stationnés au village pendant toute la période d'occupation qui dura jusqu'à octobre 1871.
La loi de 1905, dite de séparation de l'Église et de l'État, fut mal accueillie par une partie de la population d'Heuilley qui manifesta bruyamment dans les rues du village lors du transfert de propriété de l'église et du presbytère à la commune.
Une centaine d'hommes d'Heuilley fut mobilisée lors de l'éclatement de la Première Guerre mondiale le 2 août 1914. Vingt et un hommes d'Heuilley furent tués au combat pendant la guerre 1914-1918.
Pendant la Seconde Guerre mondiale, l'occupant allemand plaça Heuilley dans la zone dite « réservée » (entre la zone interdite d'Alsace-Lorraine et le canal de la Marne à la Saône) zone qu'il avait l'intention d'annexer à la fin des hostilités. Des soldats allemands placés le long du canal surveillaient cette frontière. La résistance se développa dans la région à partir de 1943. En particulier, elle détruisit à Heuilley, en 1944, le barrage fixe de la Saône pour interdire la navigation sur la rivière. Heuilley fut libéré le 11 septembre 1944 par le deuxième régiment de reconnaissance de spahis algériens qui faisait partie de la première armée française commandée par le général de Lattre de Tassigny.

## Activité économique
Une faible partie de la population active du village, environ 16 %, a son lieu de travail dans la commune même d'Heuilley où ne reste que très peu d'activités administratives, artisanales, commerciales ou même agricoles. Aucune industrie ne s'y est installée et seule une petite centrale hydroélectrique de 625 kW y a été construite vers 1995. Le taux de chômage (14 % en 2012) y est plus élevé que la moyenne nationale. Le village produit principalement des céréales, des légumes, des bovins et du bois. Les professions des personnes travaillant à l'extérieur du village étaient en 1999 : ouvriers (40 %), professions intermédiaires (30 %), employés (26 %), cadres & assimilés (3 %). À Heuilley, le revenu médian des ménages est un peu inférieur au revenu médian national (19 000 euros par an et ménage à Heuilley en 2012, à comparer à 19 800 euros en France).

## Politique et administration
| Période                                  | Période  | Identité                      | Étiquette | Qualité          |
| ---------------------------------------- | -------- | ----------------------------- | --------- | ---------------- |
| 1er fev. 1790                            |          | François Morizot              |           |                  |
| 1791                                     |          | Henry Imard                   |           |                  |
| 1795                                     |          | Gand Fanet                    |           | faisant fonction |
| 1797                                     |          | Henry Paupion                 |           | faisant fonction |
| 1799                                     |          | Henry Imard                   |           | faisant fonction |
| 1800                                     |          | François Morizot              |           |                  |
| 1805                                     |          | Henry Paupion                 |           |                  |
| 1815                                     |          | François Maignard             |           |                  |
| 1816                                     |          | Jean Charbonneau              |           |                  |
| 1819                                     |          | Henry Imard                   |           |                  |
| 1826                                     |          | Jean Charbonneau              |           |                  |
| 1830                                     |          | Jean Isconte                  |           |                  |
| 1831                                     |          | François Fleutot              |           |                  |
| 1832                                     |          | Jean-Baptiste Imard-Paupion   |           |                  |
| 1835                                     |          | Jean-Baptiste Fanet           |           |                  |
| 1836                                     |          | François Maignard             |           |                  |
| 1839                                     |          | Pierre Cornot                 |           |                  |
| 1840                                     |          | Jean Charbonneau              |           |                  |
| 1842                                     |          | Étienne Fanet                 |           |                  |
| 1848                                     |          | Jean-Baptiste Cornot-Fanet    |           |                  |
| 1851                                     |          | Nicolas Dambrunt              |           |                  |
| 1860                                     |          | Jean-Baptiste Cornot-Charlot  |           |                  |
| 1875                                     |          | Pierre-Nicolas Doras-Fleutot  |           |                  |
| 1881                                     |          | Joseph Fleutot-Griffon        |           |                  |
| 1881                                     |          | Claude GUYOT                  |           |                  |
| 1882                                     |          | Pierre Lucot-Fanet            |           |                  |
| 1884                                     |          | François Lanaud               |           |                  |
| 1884                                     |          | Jean-Baptiste Imard-Fanet     |           |                  |
| 1888                                     |          | Jean-Baptiste Cornot          |           |                  |
| 1892                                     |          | Paul-Philippe Meuriot         |           |                  |
| 1895                                     |          | Jean-Ernest Lanaud            |           |                  |
| 1900                                     |          | Pierre-Joseph Doras           |           |                  |
| 1907                                     |          | Joseph Lucot                  |           |                  |
| 1912                                     |          | Charles-Joseph Fleutot-Cornot |           |                  |
| 1919                                     |          | Jean-Ernest Lanaud            |           |                  |
| 1925                                     |          | Hubert-Joseph Charlot         |           |                  |
| 1935                                     |          | Joseph Fanet                  | U.R.S.    |                  |
| 1945                                     |          | Claudius Favre                |           |                  |
| 1947                                     |          | Eugène Lebeault               |           |                  |
| 1948                                     |          | Georges Cornot                |           |                  |
| 1959                                     |          | Azari Talmot                  |           |                  |
| 1971                                     |          | Léon Lerat                    |           |                  |
| 1978                                     |          | Georges Cornot                |           |                  |
| 1983                                     |          | Monique Lerat                 |           |                  |
| 1995                                     | 2020     | Jean-Claude Malou             | SE        | Retraité         |
| 2020                                     | en cours | Florence Moussard             |           |                  |
| Les données manquantes sont à compléter. |          |                               |           |                  |

En 1973, un regroupement pédagogique intercommunal a été mis en place entre Heuilley, Talmay, Saint-Sauveur, Maxilly et Montmançon. Il laissait deux postes d'enseignant à Heuilley-sur-Saône. Une nouvelle école, construite à Maxilly-sur-Saône, a conduit à  la fermeture définitive de l'école d'Heuilley en 2021.

## Démographie
La population du village d'Heuilley-sur-Saône se caractérise par une proportion assez élevée de personnes âgées, mais  avec un net rajeunissement depuis 2005. En 1999, 35 % de la population était âgée de plus de soixante ans, taux se comparant à  21 % pour la France métropolitaine. En 2012 ce taux a chuté à 29 % alors que celui de la France augmentait à 24 %. En parallèle la population des jeunes de moins de quatorze ans qui n'était que de 14 % en 1999 (19 % alors pour la France) a nettement augmenté pour atteindre en 2012 environ 19 %, taux voisin du niveau national. Sur la période 1990-99, le taux de natalité à Heuilley avait été de 9 °/oo (vs 13 °/oo en France) très inférieur au taux de mortalité de 16 °/oo (qui se comparait à 9° /oo pour la France). Cohérent avec l'augmentation de la population jeune du village, le taux de natalité a fortement augmenté entre 2005-2012 pour atteindre a peu près celui du pays entier (13 °/oo). Ce rajeunissement de la population s'explique par la création  vers 2008 d'un lotissement d'une dizaine de nouveaux pavillons. La population d'Heuilley se différencie aussi de la moyenne nationale par un niveau d'éducation plus faible : en 2012, seulement 4 % des adultes possèdent un diplôme de niveau bac +2 ou supérieur, alors que ce pourcentage est de 15 % en France.
L'évolution du nombre d'habitants est connue à travers les recensements de la population effectués dans la commune depuis 1793. Pour les communes de moins de 10 000 habitants, une enquête de recensement portant sur toute la population est réalisée tous les cinq ans, les populations de référence des années intermédiaires étant quant à elles estimées par interpolation ou extrapolation. Pour la commune, le premier recensement exhaustif entrant dans le cadre du nouveau dispositif a été réalisé en 2008.

En 2022, la commune comptait 334 habitants, en évolution de −0,89 % par rapport à 2016 (Côte-d'Or : +0,82 %, France hors Mayotte : +2,11 %).
| 1793 | 1800 | 1806 | 1821 | 1831 | 1836 | 1841 | 1846 | 1851 |
| ---- | ---- | ---- | ---- | ---- | ---- | ---- | ---- | ---- |
| 691  | 799  | 730  | 763  | 839  | 849  | 895  | 795  | 773  |

| 1856 | 1861 | 1866 | 1872 | 1876 | 1881 | 1886 | 1891 | 1896 |
| ---- | ---- | ---- | ---- | ---- | ---- | ---- | ---- | ---- |
| 743  | 704  | 730  | 737  | 689  | 647  | 618  | 568  | 541  |

| 1901 | 1906 | 1911 | 1921 | 1926 | 1931 | 1936 | 1946 | 1954 |
| ---- | ---- | ---- | ---- | ---- | ---- | ---- | ---- | ---- |
| 514  | 537  | 503  | 458  | 452  | 421  | 428  | 392  | 362  |

| 1962 | 1968 | 1975 | 1982 | 1990 | 1999 | 2006 | 2008 | 2013 |
| ---- | ---- | ---- | ---- | ---- | ---- | ---- | ---- | ---- |
| 333  | 331  | 303  | 267  | 266  | 296  | 298  | 298  | 329  |

| 2018 | 2022 | - | - | - | - | - | - | - |
| ---- | ---- | - | - | - | - | - | - | - |
| 329  | 334  | - | - | - | - | - | - | - |

En fait, le premier recensement de la paroisse d'Heuilley date de 1375. Il était motivé par des raisons fiscales, le recouvrement des impôts votés par les États de Bourgogne au profit du duc pour combattre les compagnies de routiers qui pillaient la province. À l'époque, on ne comptabilisait que les feux (les familles). En 1375, Heuilley comptait cinquante-huit feux (environ 400 personnes) dont dix feux d'abonnés (serfs affranchis) et quarante huit serfs dont trois « misérables ». L'année suivante 1376, le nombre de feux est de soixante.

## Lieux et monuments
- Église de l'Assomption (chœur ogival à chevet plat du XVe siècle, nef du XVIIIe siècle et clocher inauguré en 1880).
- Chapelle Sainte-Anne (voir histoire - il s'agit de la seconde chapelle Sainte-Anne construite le long de la route Heuilley-Maxilly en 1780).
- Canal latéral à la Saône creusé en 1839, écluses, barrage.
- Bibliothèque,
- Gîte municipal - camping - tennis - Maison de l'eau, de la pêche et de la nature (reconnue par l'Éducation nationale) comprenant un petit musée tenu par un agent d'accueil qui vous fera découvrir les merveilleuses richesses du musée tel que des black-bass typique et autres goupils de cette région. - bureau de poste - nombreux chemins forestiers (superficie de la forêt : 366 ha) - salle espace rencontre loisirs d'une capacité de 120 personnes.
- Départ de la « Voie Bleue », circuit cyclo-touristique conduisant à Auxonne/Chalon-sur-Saône.

## Images d'Heuilley-sur-Saône

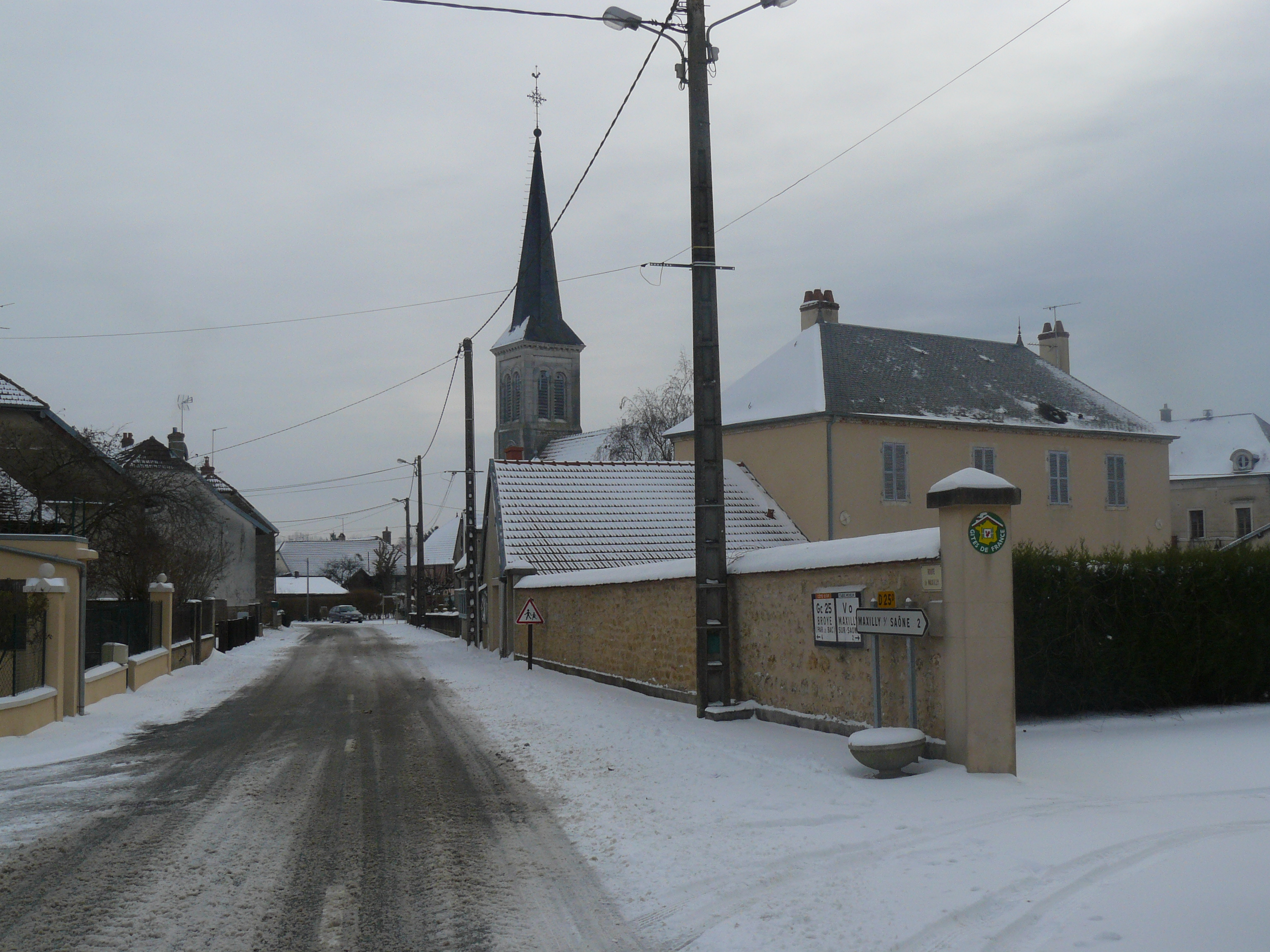
La route de Maxilly sous la neige en décembre 2009. Clocher de l'église (1880).
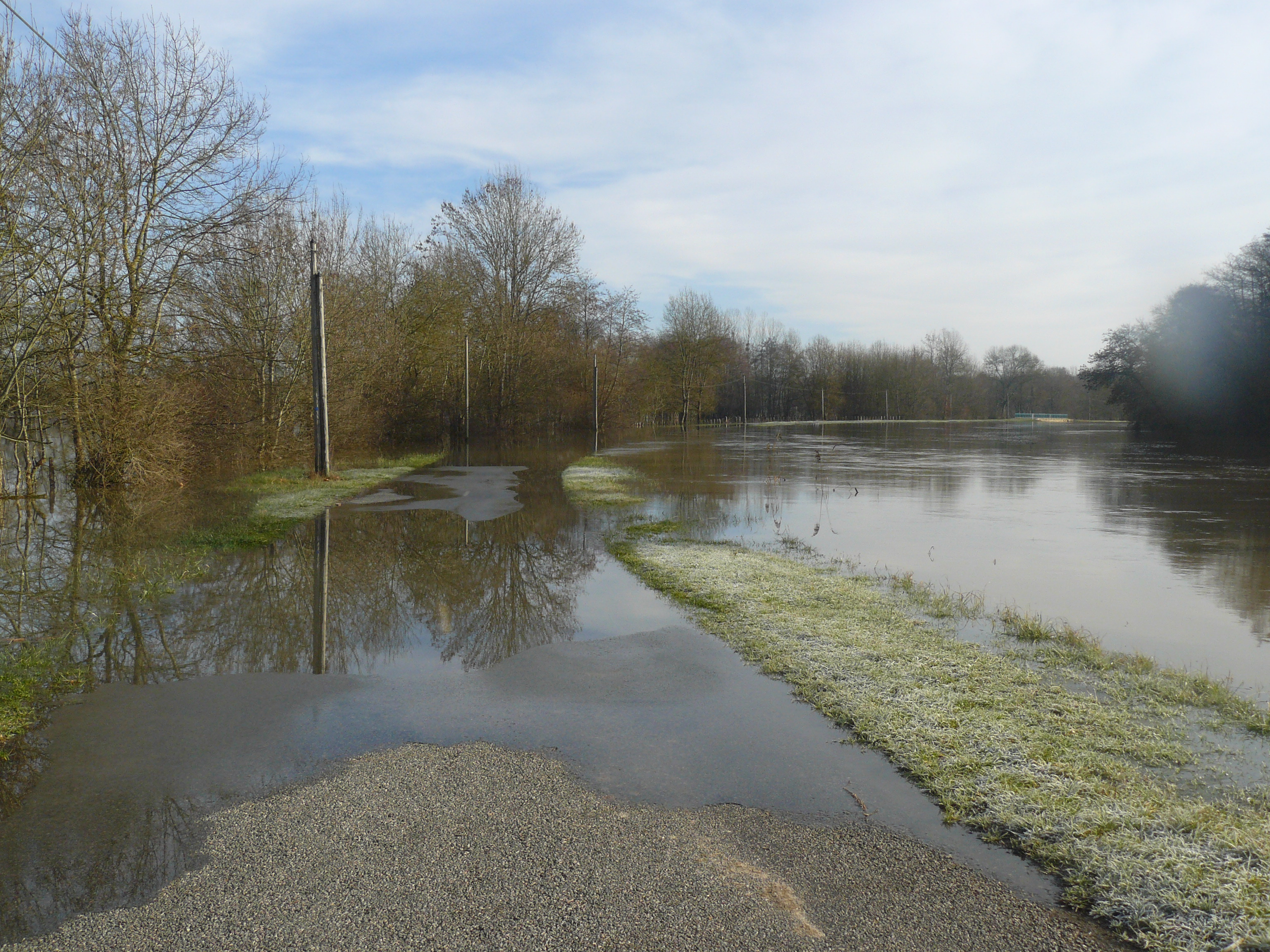
Petite crue de la Saône à Heuilley en décembre 2009.
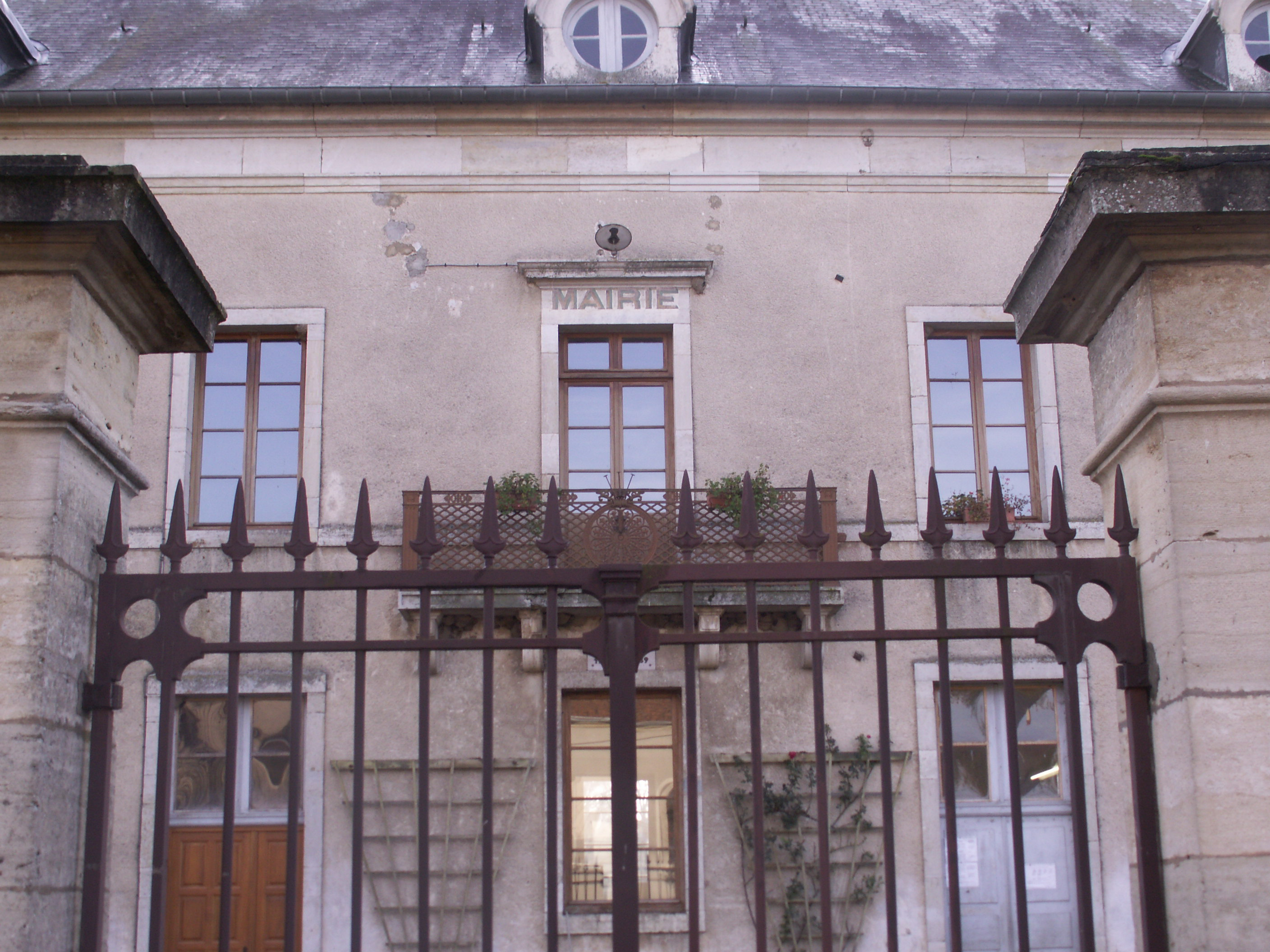
La mairie-école d'Heuilley-sur-Saône, construite en 1858, photographiée en 2006.
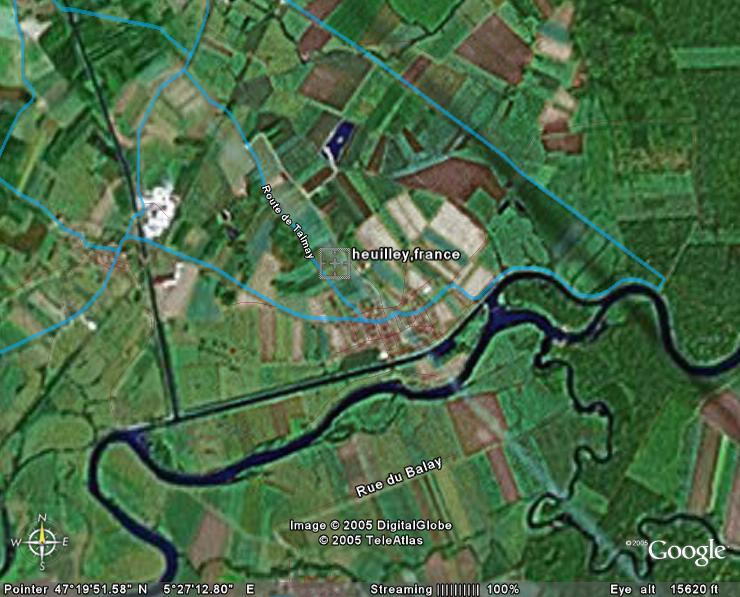
Carte des cours d'eau autour d'Heuilley-sur-Saône 1 - La Saône et l'île de Fley 2 - Le canal latéral à la Saône 3 - À gauche, le Canal de la Marne à la Saône orienté Nord-Sud 4 - Au sud de la Saône, l'Ognon 5 - En haut, la Vingeanne vers Talmay, qui coupe le chemin rectiligne du baron Thénard avant de se jeter en Saône (confluent non visible).
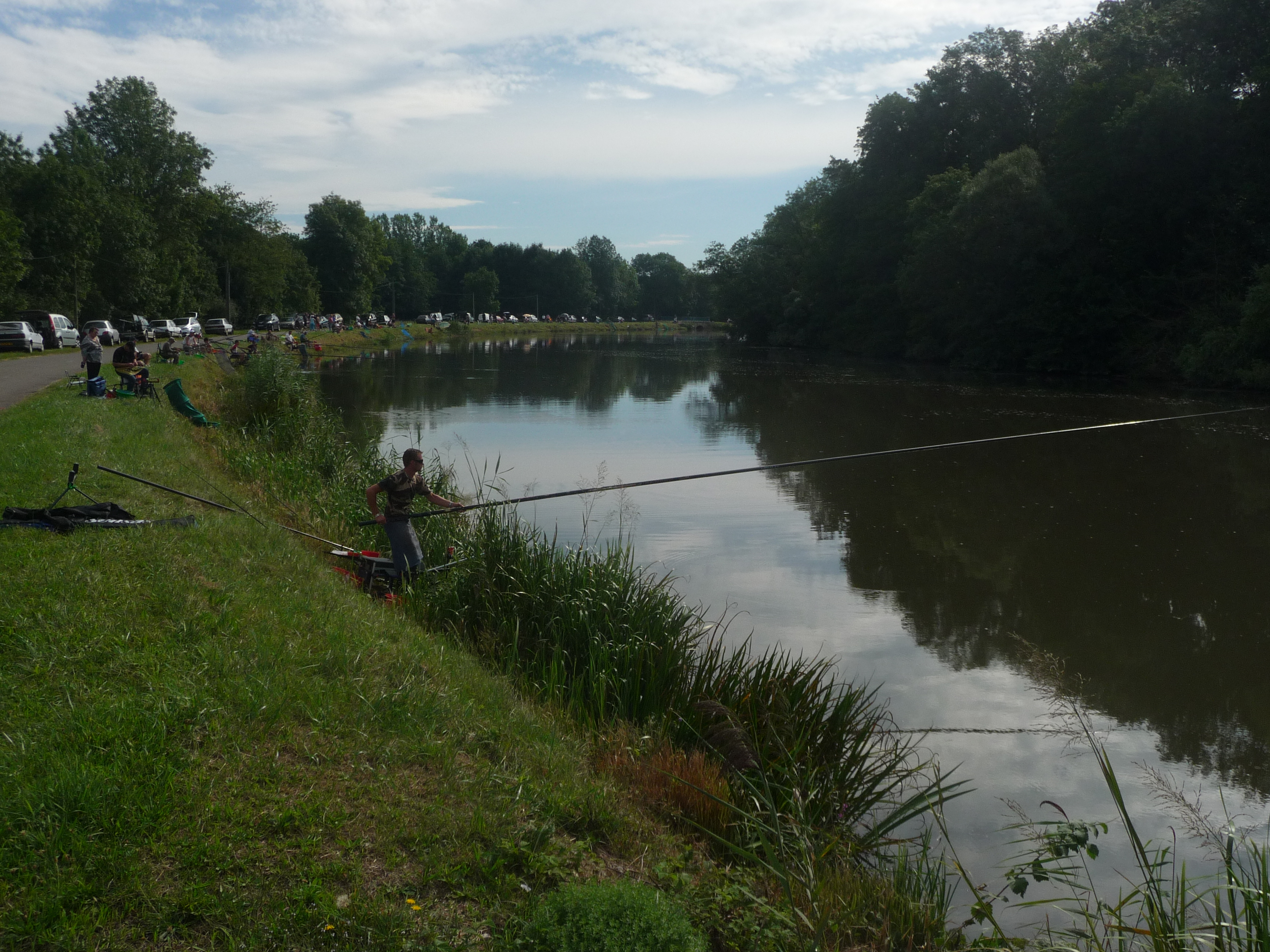
Concours de pêche d'Heuilley-sur-Saône, le 22 août 2010, l'un des plus renommés de Bourgogne.
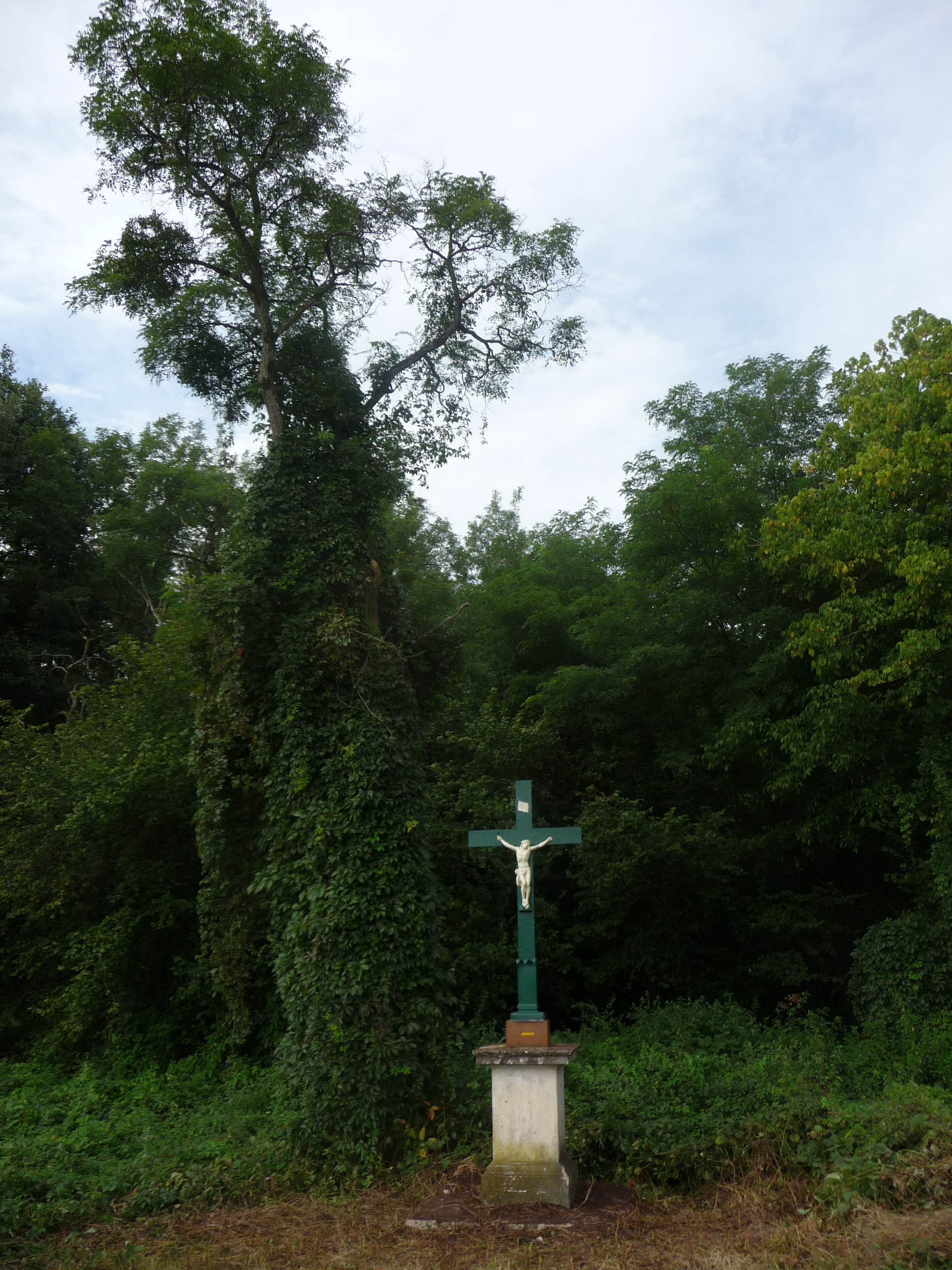
Réinstallation le 21 août 2010 du calvaire sur la route d'Heuilley à Talmay. En arrière-plan vernées et marais.

- Carte des cours d'eau autour d'Heuilley-sur-Saône
1 - La Saône et l'île de Fley 
2 - Le canal latéral à la Saône 
3 - À gauche, le Canal de la Marne à la Saône orienté Nord-Sud 
4 - Au sud de la Saône, l'Ognon 
5 - En haut, la Vingeanne vers Talmay, qui coupe le chemin rectiligne du baron Thénard avant de se jeter en Saône (confluent non visible).
- Concours de pêche d'Heuilley-sur-Saône, le 22 août 2010, l'un des plus renommés de Bourgogne.
- Réinstallation le 21 août 2010 du calvaire sur la route d'Heuilley à Talmay. En arrière-plan vernées et marais.

## Fêtes et manifestations
- Grand concours de pêche, l'un des plus importants de la Côte-d'Or, cranté aux alentours du week-end du 15 août. Le guide du musée cité auparavant participe bien évidemment à cette amicale compétition.

## Personnalités liées à la commune
- Valère de Langres (Saint Vallier martyrisé au Port-Saint-Pierre/Heuilley-sur-Saône, vers l'année 410).
- Amalgaire (ca 590-655), noble franc, seigneur des terres de Talmay-Heuilley qu'il donna à l'abbaye de Bèze en 634.
- Saint Remi de Rouen (bénéficiant de l'usufruit de l'abbaye de Bèze, dont Talmay et Heuilley, d'environ 745 à 755).
- Guillaume Ier d'Achaïe (ca 1155-1209) ancêtre de la maison de Champlitte-Pontailler dont les seigneurs d'Heuilley furent originaires pendant quatre siècles.
- Matthias Gallas (1584-1647) général en chef des armées impériales qui détruisirent complètement Heuilley et massacrèrent une grande partie de sa population, le 30 août 1636.
- Franz von Mercy (1590-1645) général lorrain de l'armée de Gallas, qui commandait les troupes croato-lorraines qui détruisirent Heuilley et massacrèrent ses habitants le 30 août 1636.
- Philippe de Montaut-Bénac de Navailles qui fit y traverser une partie de son armée en voiture, sur un pont de bateaux, à Heuilley en février 1674, lors de la seconde conquête de la Franche-Comté.
- Gaston Charlot (1904-1994) dont la famille est originaire d'Heuilley, membre de l'Académie des Sciences, section chimie, auteur de plusieurs ouvrages de référence en chimie analytique.

## Héraldique
| Blason de Heuilley-sur-Saône | Blason  | Parti : au 1er d'azur au pêcheur habillé d'argent et de sable, sur sa barque de tenné et sortant un poisson avec son épuisette, le tout de sable, au 2e d'or à l'arbre au naturel, le tout sommé d'un chef d'argent chargé d'une passerelle de sinople entre deux falaises de tenné et surmontant une rivière d'azur. |
| Blason de Heuilley-sur-Saône | Détails | Le statut officiel du blason reste à déterminer. |